# Darlene Vogel
Darlene Vogel (* 25. Oktober 1962 in Modesto, Kalifornien) ist eine US-amerikanische Filmschauspielerin. 

## Leben und Karriere
Darlene Vogels erste größere Nebenrolle war als Spike in Zurück in die Zukunft II. Von 1996 bis 2000 spielte sie Officer Chris Kelly in der Serie Pacific Blue – Die Strandpolizei. Insgesamt wirkte sie bei 40 Film- und TV-Produktionen mit.

## Filmografie (Auswahl)
- 1988: Der Equalizer (The Equalizer, Fernsehserie, 1 Folge)
- 1989: Zurück in die Zukunft II (Back to the Future Part II)
- 1990: Doctor Doctor (Fernsehserie, 1 Folge)
- 1991: Ski School
- 1992: Full House (Fernsehserie, 2 Folgen)
- 1994–1995: Das Leben und Ich (Boy Meets World, Fernsehserie, 4 Folgen)
- 1995: Decoy – Tödlicher Auftrag (Decoy)
- 1996–2000: Pacific Blue – Die Strandpolizei (Pacific Blue, Fernsehserie, 83 Folgen)
- 2000–2001: Liebe, Lüge, Leidenschaft (One Life to Live, Fernsehserie)
- 2006–2009: Beyond the Break (Fernsehserie, 8 Folgen)
- 2012: Walking the Halls
- 2012: Dr. House (House, M.D., Fernsehserie, eine Folge)
- 2013: Gefährliche Lehrerin (Dirty Teacher, Fernsehfilm)
- 2014: A Tiger’s Tail
- 2017: The Spearhead Effect
- 2017: The Ranch (Fernsehserie, eine Folge)
- 2019: Extracurricular Activities
- 2019: The Wedding Year
- 2019: Smuggling in Suburbia
- 2020: Day 13 – Das Böse lebt gleich nebenan (Day 13)